# 9 × 19 mm Parabellum

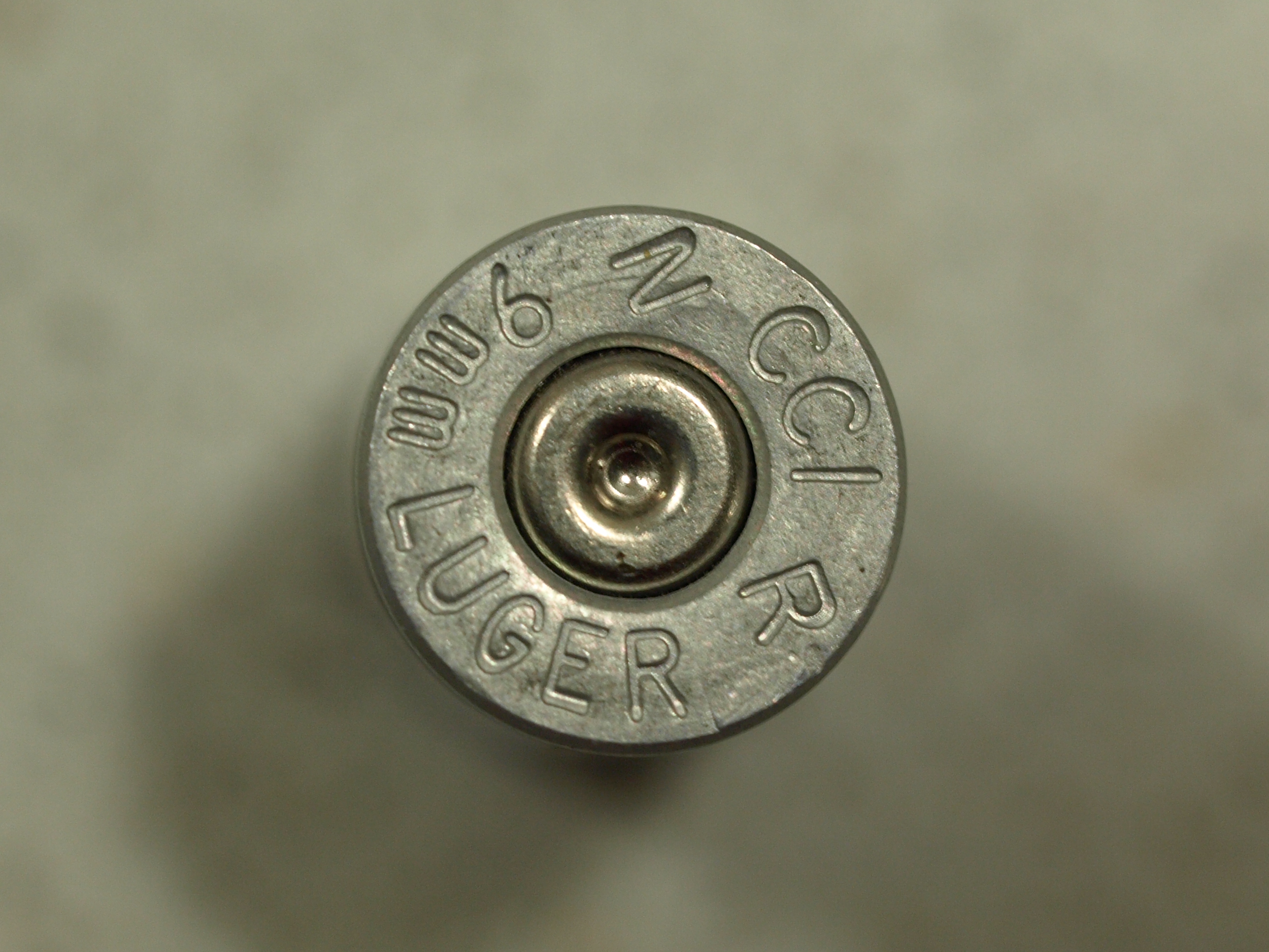
Base del cartutx, amb el nom del model i inicials del fabricant.

El 9 mm Luger, 9 mm Parabellum o 9 mm NATO és un cartutx per a pistola, subfusell i carrabina, que fou dissenyat per Georg Luger i es va començar a comercialitzar el 1902. Va ser utilitzat per les forces armades alemanyes a la Primera Guerra Mundial i en la Segona Guerra Mundial amb les pistoles Luger P08 i Walther P38 i el sub-fusell MP40. Des del conflicte s'ha convertit en un dels cartutxos més utilitzats a Occident. Rep el seu nom de la famosa màxima llatina Si vis pacem para bellum ("Si vols la pau, prepara't per a la guerra").

## Desenvolupament
Després de la Primera Guerra Mundial, diversos models de pistola que usaven el calibre 9 mm Parabellum van ser adoptats per diversos països i després de la Segona Guerra Mundial l'ús d'aquest calibre es va ampliar més ràpidament.
Per seguir utilitzant plom en les bales durant la Segona Guerra Mundial, el cor de plom fou substituït a Alemanya per un altre de ferro encamisat amb plom. Aquesta bala negra era marró i es va designar "08mE".
Una altra versió de la Segona Guerra Mundial és la bala "08SE" de camisa gris fosc, creada de ferro comprimit a altes temperatures en un material sòlid anomenat Sintereisen o  Sintered iron (ferro sinteritzat).
Una versió especial de la bala anomenada "X" o amb beina verda de 9,7 g FMJ amb velocitat subsònica va ser produïda pels alemanys per pistoles amb silenciador durant la Segona Guerra Mundial. Altres països també van dissenyar versions de bales pesants i subsòniques per silenciadors.
El calibre 9 mm Parabellum ha estat manufacturat per més de 70 països, i actualment és el calibre estàndard per pistoles, especialment de l'OTAN i d'altres exèrcits del món.
Després de la Segona Guerra Mundial el pes comú de la bala és de 8g. per augmentar la punteria de la munició. Encara es venen, però, cartutxos amb bales de 9,5 g.

## Disseny

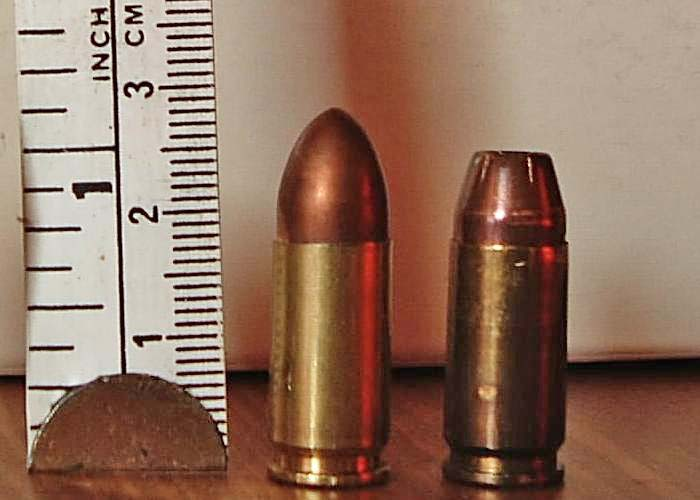
Cartutxos 9 mm Luger de punta rodona i buida.

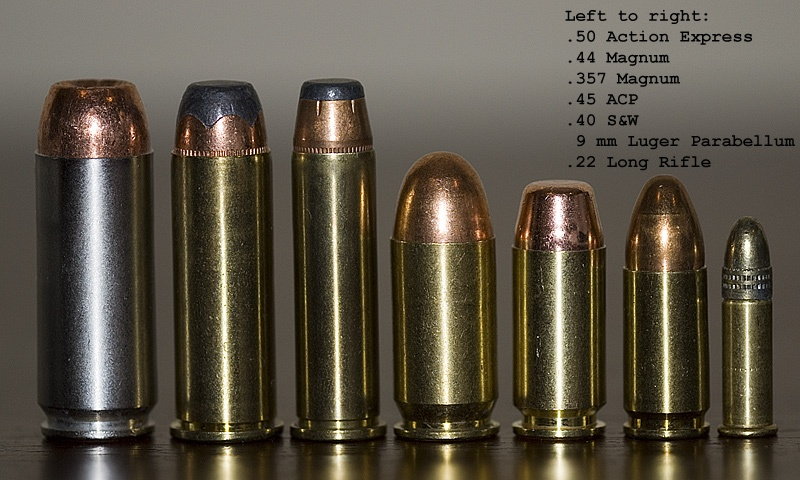
D'esquerra a dreta, cartutxos dels calibres 50 Action Express, 44 Magnum, 357 Magnum, 45 ACP, 40 S & W, 9 mm Parabellum, .22 LR.

Basant-se en el cartutx per pistola 7,65 mm Parabellum, Luger va dissenyar el 9 mm Parabellum a la companyia d'armes Deutsche Waffen und Munitions Fabrik (DWM) i va presentar una versió de la seva pistola Luger "Parabellum" al Comitè Britànic d'Armes Petites el 1902. El cartutx 9 mm Parabellum va ser creat retirant el coll d'ampolla dels cartutxos 7,65 mm Parabellum.
Tres prototips de pistola 9 mm Luger van ser presentats a l'exèrcit nord-americà per proves a l'Arsenal de Springfield ("Springfield Armory", en aquells dies un arsenal estatal, no confondre amb l'actual empresa privada del mateix nom) el 1903. L'exèrcit alemany va mostrar interès en una versió de la pistola a 9 mm Parabellum el 1904.
Als Estats Units el cartutx es va fer conegut per la pistola Luger, per aquesta raó en aquest país i en d'altres és també conegut com a "9 mm Luger".
El disseny original era de bala Encamisada (full metall jacket  o FMJ), amb forma cònica truncada de 8 grams. A Alemanya, la bala va ser substituïda per la mateixa FMJ del mateix pes i de disseny ogival de 1915 a 1916, però les bales de punta truncada es van seguir utilitzant en Estats Units.

### Beina
- Llautó: des 1902, va ser el material comú. Per a la seva aparença, durabilitat, o identificació de beines ha estat níquel o coure pintat.
- Alumini: les beines d'alumini es produeixen des de 1941 a Suïssa.
- Acer: diversos països han experimentat l'ús d'acer en les beines des de la Segona Guerra Mundial. La seva introducció va tenir poc èxit, però es continuen produint i estan disponibles a Rússia.
- Altres materials: en diversos països s'han utilitzat alguns polímers per fabricar beines de les 9 mm Parabellum.

## Mides del cartutx
La beina del cartutx 9×19 mm Parabellum té una capacitat de 0,86 ml (13,3 grans d'H₂O) i un pes en buit de 4 g.
Mides màximes del cartutx 9×19 mm Parabellum segons la C.I.P.. Totes les mides en mil·límetres.

## Prestacions
El calibre 9 mm Parabellum combina una trajectòria balística plana amb un retrocés moderat i una potència considerable.
Els principals avantatges són les petites dimensions del cartutx, que permet un menor ús de recursos per a fabricar-lo. Els principals desavantatges són la tendència de les bales no expansives a travessar l'objectiu, produint una ferida de menys consideració.

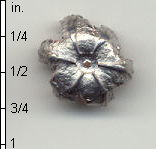
Bala de punta buida després de l'impacte.

A causa del seu baix cost, fàcil manufactura i efectivitat en la majoria de circumstàncies, ha esdevingut el calibre per pistola més utilitzat a nivell mundial. Als Estats Units és un calibre popular entre els civils per l'autodefensa i pràctica de tir, pel seu baix cost i retrocés moderat, així com l'enorme varietat de models de pistola disponibles per a aquest calibre.
Els policies, a excepció dels argentins, utilitzen una versió amb sobrepressió (+P) i bales de punta buida (JHP) que augmenta el poder de parada. El calibre 9 mm Luger va ser molt popular per a ús policíac en els anys 1980 i anys 1990, però s'ha anat substituint pel calibre 40 S & W degut als baixos resultats en els tirotejos.

### Velocitat inicial
- 7,5 g (115 grains) FMJ: 390 m/s.
- 8,0 g (124 grains) FMJ: 360 m/s.

## Altres denominacions
- 9 mm
- 9 mm OTAN
- 9 x 19 mm
- 9 x 19 mm OTAN
- 9 mm Parabellum
- 9 mm Para
- 9 mm Per
- 9 mm Luger
- 9 mm ultra
- 9 mm premium
- 9 mm +p
- 9 mm +p+